# 森秋彩
森 秋彩（もり あい、2003年9月17日 - ）は、日本のスポーツクライマー。2016年6月、12歳で出場した「第30回 リード・ジャパンカップ」で優勝。以降、同大会では7度の優勝を飾っている。2017年の第12回ボルダリングジャパンカップ準決勝では足場も何もない壁を踏み締めて壁を登る場面もあり、後年話題となった。 2023年、ベルン(スイス)で開催されたIFSCクライミング世界選手権のボルダー＆リード種目で3位に入り、2024年に開催されたパリオリンピック代表に内定した。また、同大会リード種目では1位に輝いた。茨城県出身。バンド「SEKAI NO OWARI」のファン。筑波大学体育専門学群在学中。

## 主な戦績

### 国内大会
ボルダリング
- ボルダリング・ユース日本選手権
  - 2016年（第 2回）ユースC 優勝 [注 2]
  - 2018年（第 4回）ユースB 優勝
- ボルダリング・ジャパンカップ
  - 2021年（第16回）優勝

リード
- JOCジュニアオリンピックカップ
  - 2015年（第18回）ユースC 優勝
  - 2016年（第19回）ユースC 優勝
  - 2017年（第20回）ユースB 優勝
- リード・ユース日本選手権
  - 2016年（第 4回）ユースC 優勝
  - 2017年（第 5回）ユースB 優勝 [注 3]
  - 2019年（第 7回）ユースA 優勝[7]
- リード・ジャパンカップ
  - 2016年（第30回）優勝
  - 2017年（第31回）優勝 [注 4]
  - 2020年（第33回）優勝
  - 2021年（第34回）優勝
  - 2022年（第35回）優勝
  - 2023年（第36回）優勝
  - 2024年（第37回）優勝
  - 2025年（第38回）優勝
- 日本選手権リード競技（2018年）優勝 [8]

コンバインド
- コンバインド・ジャパンカップ
  - 2022年（第5回）優勝
- ボルダー&リードジャパンカップ（旧コンバインド・ジャパンカップ）
  - 2023年（第1回）優勝

### アジア大会・世界大会
| 開催年月   | 大会名                        | 競技種目 | 競技種目     | 競技種目 | 競技種目 |
| 開催年月   | 大会名                        | リード   | ボルダリング | スピード | 複合     |
| ---------- | ----------------------------- | -------- | ------------ | -------- | -------- |
| 2017年07月 | アジアユース選手権（ユースB） | 優勝     | 03位         | 05位     |          |
| 2017年08月 | 世界ユース選手権（ユースB）   | 優勝     | 07位         | 43位     | 2位      |
| 2018年08月 | 世界ユース選手権（ユースB）   |          | 20位         | 44位     |          |
| 2018年11月 | アジアユース選手権（ユースB） | 2位      | 04位         | 20位     |          |
| 2019年08月 | 世界選手権 日本：八王子       | 3位      | 31位         | 60位     | 6位      |
| 2019年12月 | 東京五輪予選                  |          |              |          | 5位      |
| 2023年08月 | 世界選手権 スイス：ベルン     | 優勝     | 06位         |          | 3位      |
| 2024年08月 | パリ五輪                      |          |              |          | 4位      |

### ワールドカップ
ボルダリング

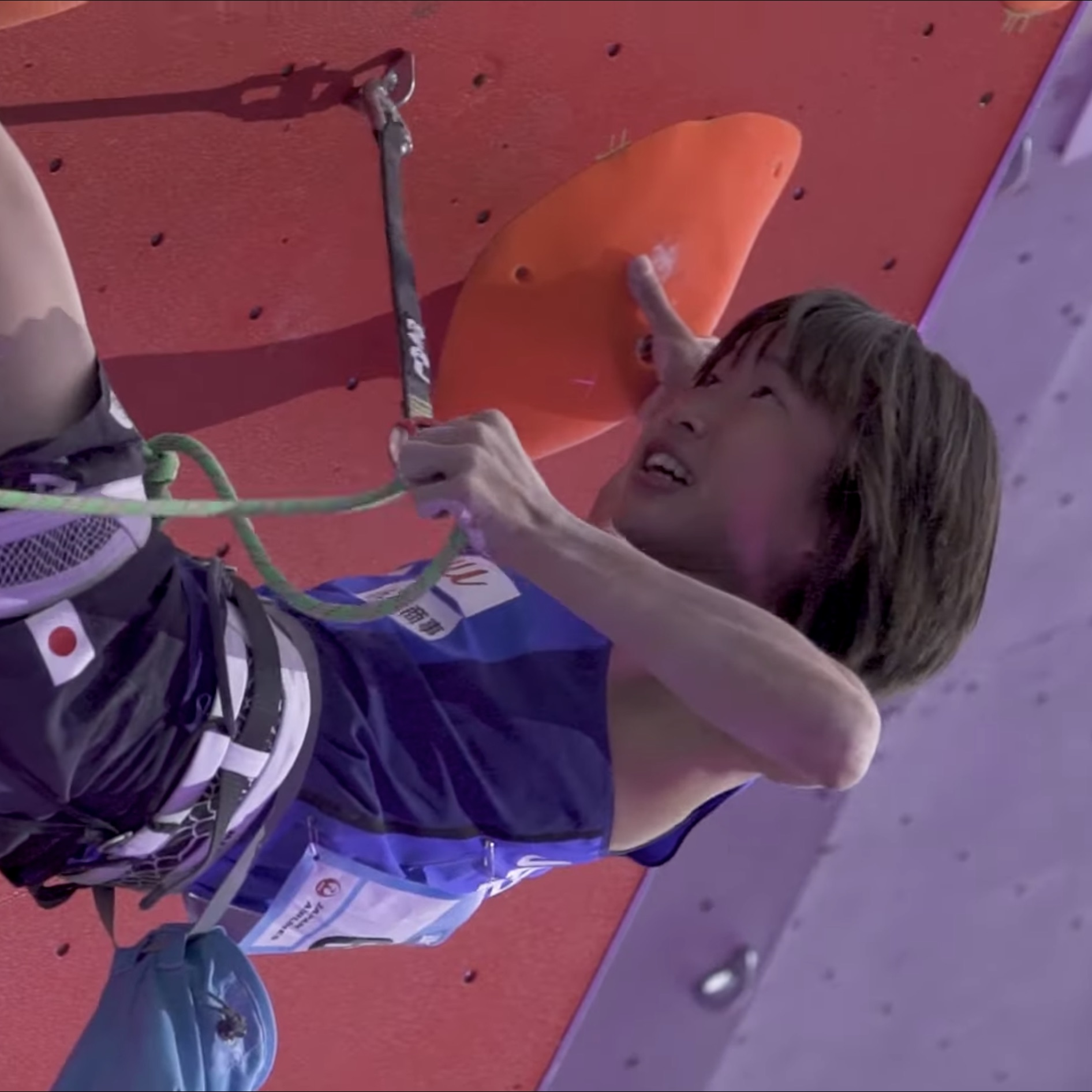
2019年シャモニー・ワールドカップ

- 2019年　マイリンゲン 27位[11]、重慶 21位、呉江 3位
- 2023年　八王子8位、ソウル19位、インスブルック5位
- 2024年　インスブルック15位

リード
- 2019年　ヴィラール 3位、シャモニー 4位、クラー二 5位、廈門 9位、印西 20位
- 2022年　コペル 1位、エディンバラ 1位
- 2023年　インスブルック 2位、コペル 2位、呉江 1位
- 2024年　インスブルック 2位、 シャモニー 1位、ソウル 2位
- 2025年　バリ 3位

コンバインド
- 2022年　盛岡 1位

年間ランキング
- 2024年　リード 3位